# 閃耀騎士☆
〈閃耀騎士☆〉（日语：「キラメキライダー☆」）發布於2020年1月24日，是VTuber經紀公司「Hololive」的第二首官方歌曲。由旗下偶像時乃空、蘿蔔子、白上吹雪、湊阿庫婭、白銀諾艾爾所演唱。於演唱會中首次公開，並於同年2月24日正式發售。

## 簡介
2020年1月24日，於東京豐洲PIT所舉辦的演唱會中，與第二彈歌曲一同進行首次公開。於演唱會的最後，全員一同演唱了該歌曲。

## 收錄曲目
| 數位下載 | 數位下載                          | 數位下載 |
| 曲序     | 曲目                              | 时长     |
| -------- | --------------------------------- | -------- |
| 1.       | キラメキライダー☆                 | 4:48     |
| 2.       | キラメキライダー☆（Instrumental） | 4:48     |
| 总时长： | 总时长：                          | 9:36     |

## 備註
1. ↑  即當時仍屬INNK的AZKi，及hololive一期生、二期生、Gamers、三期生的全部成員。（四期生當時尚未有3D建模）